# Rod Ferrell
 (août 2019).
Si vous disposez d'ouvrages ou d'articles de référence ou si vous connaissez des sites web de qualité traitant du thème abordé ici, merci de compléter l'article en donnant les références utiles à sa vérifiabilité et en les liant à la section « Notes et références ».
Pour les articles homonymes, voir Ferrell.
Roderick Justin Ferrell, né le 28 mars 1980 à Murray (Kentucky), est un tueur en série américain qui fut arrêté au début de sa carrière.

## Biographie

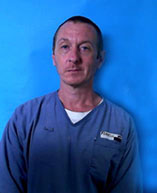
Photo d'identité judiciaire de Rod Ferrell (2022).

Rod Ferrell fut condamné à la chaise électrique en février 1998 à l'âge de 17 ans pour un double meurtre (Ruth Naoma Queen et Richard Wendorf). C'est leur fille Jennifer Wendorf qui trouva les corps inanimés de ses parents. Rod Ferrell se prenait pour un vampire nommé Vesago et était le chef d'une bande de jeunes (Howard Scott Anderson, Dana Cooper, Charity Keesee et Eather Wendorf) pratiquant le vampirisme. Il fut arrêté dans la nuit de Thanksgiving. En 2000, sa peine fut commuée en prison à vie.

## Filmographie
Un film a été réalisé sur son histoire: Vampire Clan (en), avec Drew Fuller dans le rôle de Rod Ferrell.